# Liste der Biografien/Davil
Liste der Biografien |
Portal Biografien |
Personensuche
# |
A |
B |
C |
D |
E |
F |
G |
H |
I |
J |
K |
L |
M |
N |
O |
P |
Q |
R |
S |
T |
U |
V |
W |
X |
Y |
Z |
?
 
Da |
Db |
Dc |
Dd |
De |
Dg |
Dh |
Di |
Dj |
Dk |
Dl |
Dm |
Dn |
Do |
Dq |
Dr |
Ds |
Du |
Dv |
Dw |
Dy |
Dz
 
Daa |
Dab |
Dac |
Dad |
Dae |
Daf |
Dag |
Dah |
Dai |
Daj |
Dak |
Dal |
Dam |
Dan |
Dao |
Dap |
Daq |
Dar |
Das |
Dat |
Dau |
Dav |
Daw |
Dax |
Day |
Daz
 
Dava |
Davd |
Dave |
Davi |
Davl |
Davo |
Davr |
Davs |
Davu |
Davy
 
Davia |
Davic |
David |
Davie |
Davig |
Davil |
Davin |
Davio |
Davis |
Davit |
Daviz
Die Liste der Biografien führt alle Personen auf, die in der deutschsprachigen Wikipedia einen Artikel haben. Dieses ist eine Teilliste mit 26 Einträgen von Personen, deren Namen mit den Buchstaben „Davil“ beginnt.

## Davil

### Davila
- Dávila Arrondo, Fidel (1878–1962), spanischer Offizier während des Spanischen Bürgerkriegs
- Dávila Coello y Pacheco, Diego, Gouverneur von Chile
- Dávila de Toledo y Colonna, Antonio Sancho (1590–1666), spanischer Adeliger und General
- Dávila Gándara, Martín (* 1965), mexikanischer Geistlicher, Vagantenbischof der Sociedad Sacerdotal Trento
- Dávila Uzcátegui, Roberto Antonio (1929–2021), venezolanischer Geistlicher, römisch-katholischer Weihbischof in Caracas
- Dávila, Alberto (* 1954), mexikanischer Boxer
- Dávila, Alonso (1486–1542), spanischer Entdecker und Konquistador
- Dávila, Amparo (1928–2020), mexikanische Schriftstellerin und Dichterin
- Davila, Carol (1828–1884), rumänischer Arzt
- Davila, Enrico Caterino (1576–1631), italienischer Militär und Historiker
- Dávila, Fausto (1858–1928), Präsident von Honduras
- Dávila, Fernando (1930–2022), mexikanischer Fußballspieler und -trainer
- Dávila, Hugo (1948–2024), mexikanischer Fußballspieler
- Davila, Jacques (1941–1991), französischer Regisseur und Drehbuchautor
- Davila, John Bryant (* 1980), US-amerikanischer Schauspieler mit puerto-ricanischer Abstammung
- Davila, José, puerto-ricanischer Jazzmusiker
- Davila, Juan (* 1946), chilenisch-australischer Maler und Autor
- Dávila, K.D., mexikanisch-amerikanische Drehbuchautorin
- Dávila, Luis (1927–1998), argentinischer Schauspieler
- Dávila, Miguel R. (1856–1927), honduranischer Politiker
- Davila, Mimi (* 1990), bulgarisch-kubanische Schauspielerin, Synchronsprecherin und Komikerin
- Dávila, Pedro Arias († 1531), spanischer Kolonialbeamter und Eroberer
- Dávila, Pedro Ortiz (1912–1986), puerto-ricanischer Sänger
- Dávila, Ulises (* 1991), mexikanischer Fußballspieler
- Dávila, Víctor (* 1997), chilenischer Fußballspieler

### Davill
- Davillier, Jean-Charles (1823–1883), französischer Baron, Kunstsammler und Schriftsteller